# (2103) Laverna
(2103) Laverna (1960 FL) est un astéroïde de la ceinture principale découvert le 20 mars 1960 à l'observatoire de La Plata.